# مايك (لاعب كرة قدم)
مايك (بالبرتغالية: Mike dos Santos Nenatarvicius) هو لاعب كرة قدم برازيلي في مركز الهجوم، ولد في 8 مارس 1993 في ساو باولو في البرازيل. لعب مع باوليستا وسبورت ريسيفي وغراميو اساسكو اوداكس اسبورت كلوب ونادي إنترناسيونال ونادي بوتافوغو اس بي.

## وصلات خارجية
- مايك (لاعب كرة قدم) على موقع دوري كوريا الجنوبية (الإنجليزية)
- مايك (لاعب كرة قدم) على موقع قاعدة بيانات كرة القدم.إي يو (الإنجليزية)
- مايك (لاعب كرة قدم) على موقع Soccerway.com (الإنجليزية)